# Финсбери (Лондон)
Финсбери (англ. Finsbury) ― район в центре Лондона, образующий юго-восточную часть лондонского района Ислингтон. Он граничит с Лондонским Сити.
Поместье Финсбери впервые записано как Винисбир (1231) и означает «поместье человека по имени Финн». Финсбери находился недалеко от Крипплгейта в Лондонской стене. В то время большая часть поместья была частью великого болота, которое омывало северную сторону города.
Финсбери дал свое название двум более крупным административным районам: подразделению Финсбери Оссулстоунской сотни Мидлсекса с 17 века до 1900 года, а с 1900 по 1965 год — столичному району Финсбери. Столичный район включал Финсбери (также известный как Сент-Люк) и Клеркенуэлл.
Этот район не следует путать с парком Финсбери, общественным пространством примерно в 3 милях (5 км) к северу, которое дает свое название окружающему его преимущественно жилому району.

## География
Этот район расположен непосредственно к северу от Лондонского сити и приблизительно соответствует части лондонского района Ислингтон к востоку от Госвелл-роуд и к югу от Сити-роуд. Он также включает в себя небольшую территорию к северу от Сити-роуд, ориентированную на бассейн Сити-Роуд.
Части района Коулман-стрит Лондонского сити, которые находятся за пределами бывших городских стен (сейчас в основном покрыты цирком Финсбери), исторически были частью поместья Финсбери и до сих пор иногда описываются как часть этого района.
Ратуша Финсбери и поместье Финсбери расположены на западе, в Клеркенвелле, и названы в честь бывшего района Финсбери, в который входили как Финсбери, так и Клеркенвелл.